# Dyckia nervata
Dyckia nervata är en gräsväxtart som beskrevs av Werner Rauh. Dyckia nervata ingår i släktet Dyckia och familjen Bromeliaceae. Inga underarter finns listade i Catalogue of Life.